# (2418) Voskovec-Werich
(2418) Voskovec-Werich (1971 UV; 1973 DJ; 1976 SR6; 1979 KV) ist ein ungefähr zwölf Kilometer großer Asteroid des äußeren Hauptgürtels, der am 26. Oktober 1971 vom tschechischen (damals: Tschechoslowakei) Astronomen Luboš Kohoutek an der Hamburger Sternwarte in Hamburg-Bergedorf (IAU-Code 029) entdeckt wurde. Er gehört zur Themis-Familie, einer Gruppe von Asteroiden, die nach (24) Themis benannt ist.

## Benennung
(2418) Voskovec-Werich wurde nach Jiří Voskovec (1905–1981) und Jan Werich (1905–1980) benannt, die tschechische Schauspieler und Dramatiker waren. Sie wurden in den 1930er Jahren für mehrere Theaterstücke und Rezensionen berühmt. Gemeinsam gründeten sie das Osvobozené divadlo, ein Avantgarde-Theater.